# Dürrengleina

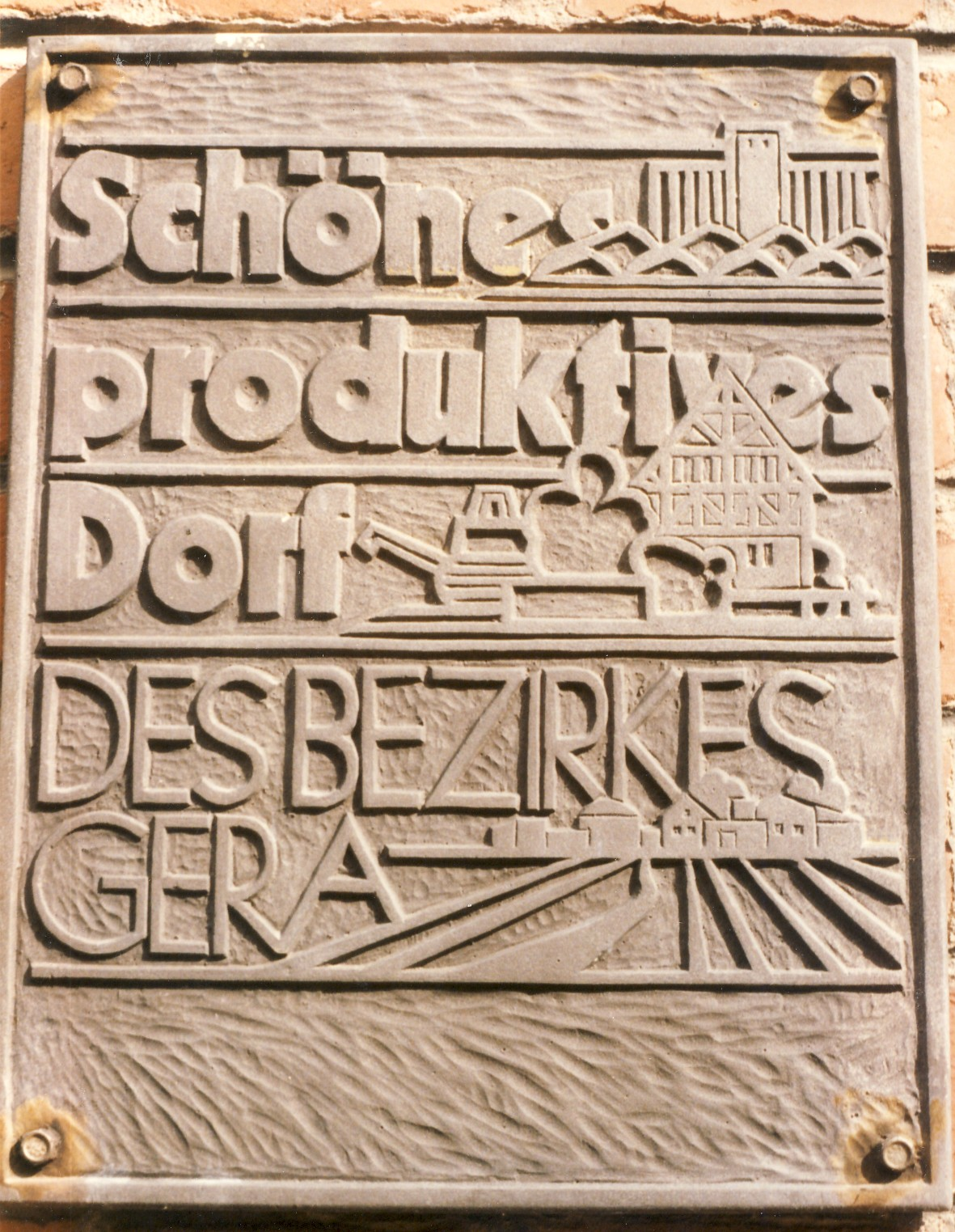
Auszeichnungstafel

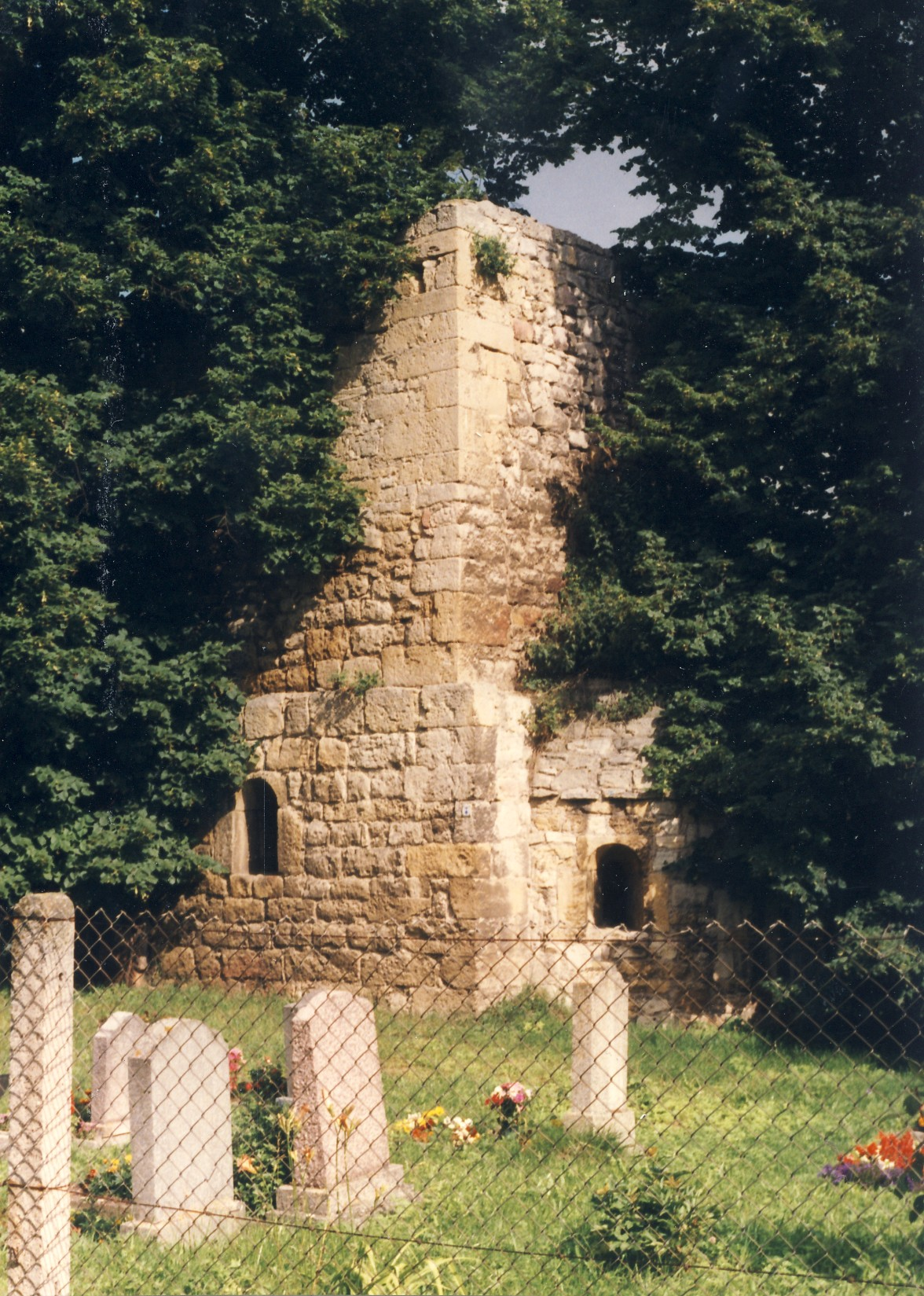
Romanische Kirchenruine, 1996

Dürrengleina ist ein Ortsteil der Gemeinde Milda im Süden des Saale-Holzland-Kreises und Teil der Verwaltungsgemeinschaft Südliches Saaletal. Der Ort liegt auf der Höhe einer Muschelkalkplatte zwischen Saale und Ilm bei über 420 m ü. NHN. Im Jahr 1933 hatte der Ort 89 Einwohner.

## Geschichte
Erstmals erwähnt wird der Ort im Jahr 1389 als Teil der Herrschaft Altenberga. Nach einer Vergeltungsaktion war der Ort zeitweise völlig unbewohnbar und lag wüst. Erst im 16. Jahrhundert wurde der Ort auf Initiative eines Herrn von Weißbach auf Altenberga neu aufgebaut. Mit dem Übergang Altenbergas an das Fürstentum Sachsen-Altenburg kam auch Dürrengleina an Sachsen-Altenburg. Noch heute ist der Ort nach Altendorf gepfarrt. Nach Auflösung der Herzogtümer kam der Ort an den Landkreis Jena-Stadtroda im Land Thüringen.
In früheren Jahrhunderten hieß der Ort einfach nur „Gleina“ und wurde wohl aus postalischen Gründen erst Ende des 18. Jahrhunderts mit dem Zusatz „Dürren-“ versehen. Demzufolge ist auch die im 14. Jahrhundert genannte Familie „von Dürrengleina“ nicht auf diesen Ort zu beziehen.
Die Kirchenruine zählt zu den ältesten Bauwerken der Region.